# Tamara Nowitzki
Tamara Leigh Nowitzki (Brisbane, Australia, 22 de mayo de 1976) es una competidora de natación paralímpica de Australia y medalla de plata en los Juegos Paralímpicos de Sídney 2000.

## Vida personal
Nowitzki nació en Brisbane. A la edad de 13 meses le diagnosticaron parálisis cerebral. Nowitzki asistió al instituto Ferny Grove. Se le diagnosticó distonía resistente a la DOPA cuando tenía 25 años.

## Carrera deportiva
En los Juegos Paralímpicos de Atlanta 1996, terminó quinta en los 100 m de braza de la clase SB7. Nowitzki ganó una medalla de plata en los Juegos Paralímpicos de Sídney 2000 en la prueba de 100 m de braza SB7. Para los Juegos Paralímpicos de 2000 fue entrenada por Brendan Keogh.

## Reconocimiento
En 2000, fue premiada con la Medalla Deportiva Australiana, y en 2013 fue reconocida como Ciudadana del Año de Dickson.
En 2012 Nowitzki publicó su autobiografía No Ordinary Girl para reducir el estigma asociado a la distonía y la enfermedad mental.